# Шаріф
Шаріф (араб. شريف‎) — благородний, знатний. До періоду правління Аббасидів, шаріфами називали представників мекканського роду Хашима (див. Хашиміти), з якого походив пророк Мухаммед. Також шаріфами називали нащадків Алі ібн Абу Таліба (див. Аліди). За Аббасидів так стали називати Алідів і нащадків Аббаса — дядька пророка, від якого походила правляча династія.
В Єгипті, за часів правління ісмаїлітської халіфської династії Фатімідів, шаріфами називали нащадків дочки пророка Мухаммеда Фатіми від її синів Хасана і Хусейна.

Після Фатімідів шаріфами почали називати лише нащадків Хасана. Нащадків Хусейна стали називати сеїдами.